# キミイロプロジェクト
キミイロプロジェクトは、日本の女性アイドルグループ。『キミの想いを私にキカセテ』をキャッチコピーに、あなたの声（Twitterアンケート）を元に活動テーマが決まる。現在は第7弾テーマ「cute innovation」にて活動。ライブ中の写真・動画の撮影が可能。
【経歴】
■デビュー
2017年3月25日に原宿アストロホールにてデビュー。TOKYO IDOL FESTIVAL 初出演。
■解体とZeppDiverCityワンマンライブ
2020年7月21日、キミイロプロジェクトを解体し、新たにMAD VIOLET、ROSETTE、LAUGH CARROT、透明なトビラ。の4グループを立ち上げることを発表した。
2020年10月27日 ZeppDiverCityワンマンライブ「DIVERCITY」開催。
■メジャーリリース
2020年7月に発売したメジャーリリース1stシングル「ダーウィンダーウィン」にてオリコンデイリー3位、オリコンウィークリー8位獲得。
■コロナ禍での活動
2021年9月15日に新宿ReNYで開催されたキミイロプロジェクトテーマ変更単独公演「Evolution,Revolution」にて新テーマ「LOVE & CHAOS」と新曲・新衣装のお披露目。
2022年10月17日にSpotify O-EAST「HARVEST」公演の開催を発表。MAD JAMIEとCaress Van Endも出演する。
■現在
2023年3月24日「キミイロプロジェクト6周年記念テーマ変更ライブ "cute innovation"」にて、新テーマ「cute innovation」に変更。各メンバー担当カラーの衣装に。

## 概要
■第1弾テーマ「王道」
2017年3月25日のデビューから10月29日までは第1弾テーマ「王道」にて活動。作曲家多田慎也氏による楽曲提供。TOKYO IDOL FESTIVAL 2017に初出演。
■第2弾テーマ「共有」
2017年10月29日から第2弾テーマ「共有」。想い出の共有ということで、ライブ中の写真・動画撮影が可能になる。能力の共有でメンバーの高槻あくびが衣装のデザインと制作を担当。楽曲の共有で楽曲を無料配信を行う。
2018年2月25日スパイラルホールにて開催されたmysta festaにて「アイドル部門〜映画 曇天に笑うPR大使」受賞。PR大使として出演者へのインタビューや「曇天ダンス」（曲：陽炎/サカナクション）のPV撮影を行う。4月からbayfmにて初レギュラーラジオ番組開始。
5月6日にニコファーレにて開催された「mysta festa 2018May」にて「アイドル部門」に優勝し、TV番組-キミスタ-ゲスト出演＆パフォーマンス権を獲得。
■第3弾テーマ「夏」
2018年6月27日から第3弾テーマ「夏」として活動。高槻あくびが衣装のデザインと制作を担当。AbemaTV×カラオケの鉄人×週刊少年サンデーによる合同オーディション「極アツ★アイドル2018」にグループで参加。ヴィレッジヴァンガードとのコラボTシャツ発売。
■第4弾テーマ「monochrome」
2018年10月30日から第4弾テーマ「monochrome」キミイロにしかないひとつの色へ。2019年7月5日 全国流通盤1stアルバム「KiMiiRO」リリース。
■第5弾テーマ「ALBION」
2019年12月4日から第5弾テーマ「ALBION」意味は白い国。2020年10月27日にZepp DiverCityでのワンマンライブ開催を発表。
2020年3月24日 新宿BLAZEにてキミイロプロジェクト3周年記念ワンマンライブ｢3rd Anniversary Grand Finale〜私たちの起源と歴史に光を〜｣開催。2020年6月30日に日本コロムビアから｢ダーウィンダーウィン｣をメジャーリリースする事を発表。オリコンデイリー3位・オリコンウィークリー8位を獲得。テレビ朝日系列「musicるTV」7月度エンディングテーマ、朝日放送「教えて！ニュースライブ正義のミカタ」7月度エンディングテーマに決定。
2020年7月21日 コロナ禍によりキミイロプロジェクトを解体。新たにMAD VIOLET、ROSETTE、LAUGH CARROT、透明なトビラ。の4グループを立ち上げることを発表し、8月21日に合同でデビュー。また、各グループオリジナル3曲・合計12曲をサブスクにて配信解禁。
2020年10月27日 ZeppDiverCityワンマンライブ「DIVERCITY」開催。各グループ新曲3曲・合計12曲をサブスクにて配信解禁。
■第6弾テーマ「LOVE & CHAOS」
2021年9月15日 新宿ReNYにてテーマ変更単独公演 「Evolution,Revolution」開催。第6弾テーマ「LOVE & CHAOS」発表。
2022年10月17日にSpotify O-EASTにて単独公演「HARVEST」の開催
■第7弾テーマ「LOVE & CHAOS」
2023年3月24日 第7弾テーマ「LOVE & CHAOS」に変更。担当カラーや推しサイリウムが正式に採用される。
2023年10月25日 「lovebuzz全国ツアー」ファイナルとして、KT Zepp Yokohamaにて公演。
同年4月23日、TOKYO GRAVURE IDOL FESTIVALとの連動企画「春のTGIF 週プレ賞 2023」に、グループを代表して蒼井花が参加。
■第8弾テーマ「cute innovation」
2025年2月17日　キミイロプロジェクト Zepp Shinjuku 可愛好好主義ーかわいいしゅきしゅきしゅぎー 開催

## メンバー
| 名前         | よみ            | 誕生日   | 担当カラー       | 愛称       | 血液型 | 特技                                     | 公式X                            |
| ------------ | --------------- | -------- | ---------------- | ---------- | ------ | ---------------------------------------- | -------------------------------- |
| 朝日南まつり | あさひな まつり | 1月2日   | けろけろグリーン | まつり     | B      | 洗濯、レジ打ち                           | https://twitter.com/matsuri_kmpj |
| 蒼井花       | あおい はな     | 3月9日   | ちよピンク       | ちよちゃん | O      | 詩を書くこと、トランペット、歌うこと     | https://twitter.com/hana_kmpj    |
| 佐藤みき     | さとう みき     | 11月10日 | ポテトイエロー   | さとみき   | B      | お菓子作り、占い、即興ソング             | https://twitter.com/miki_kmpj    |
| 吉永愛海     | よしなが あみ   | 10月23日 | ど根性レッド     | あみち     | A      | 相手の喜ぶことを想像して、行動に移すこと | https://twitter.com/ami_kmpj     |
| 猫羽るな     | ねこまるな      | 1月26日  | 小悪魔パープル   | ねこまる   | 0      | ハンター文字                             | https://x.com/luna_kmpj          |

- 卒業メンバー
  - 感情線あくび（MAD JAMIE）、鈴木ルナチ、片平結愛、瀬川のどか
- 現 Caress Van End （元キミイロユース）
  - 綾鳥ねこ、伽恋由羽、舞園いちご、水上さきな

## 楽曲

### シングル「可愛好好主義」2025年3月8日配信
- 可愛好好主義　（作詞：QUN 作曲：松田純一）

### シングル「これって運命って気づいてる？」2024年7月14日配信
- これって運命って気づいてる？　（作詞：KNOTman, Almond. 作曲：KNOTman, Almond.）
- ココロ低気圧　（作詞：Almond., KNOTman 作曲：Almond.）

### シングル「カミングアウト」2023年3月18日配信
- カミングアウト
- ずるかわ

### シングル「ミライに手を伸ばせ」 2022年3月25日配信
- ミライに手を伸ばせ
- マイノリティヒーロー
- pm9:00から眠るまで

ジャケットデザインは つるしまたつみ氏が担当

### シングル「LA LA ピポ」 2021年8月28日配信
- LA LA ピポ 作曲：コバヤシ ユウジ & k-not
- 晴天ファンファーレ 作曲：k-not
- 古 〜Go to KYOTO〜 (KMPJ ver) 作曲：コバヤシ ユウジ, k-not & shun ÷1
- なんくるシーサー (KMPJ ver) 作曲：コバヤシ ユウジ, shun ÷1 & k-not
- ラフ&ピース (KMPJ ver) 作曲：コバヤシ ユウジ, k-not & shun ÷1

### シングル「ニュートントン」 2021年3月5日配信
- ニュートントン 作曲：コバヤシ ユウジ & k-not
- ポジティギュウ! 作曲：近藤れおな
- ねぇ、嫌だ。 作曲：Almond

### シングル「ダーウィンダーウィン」メジャーリリース1stシングル
2020年07月21日、ロックフィールド。オリコンデイリー3位・オリコンウィークリー8位。
テレビ朝日系全国放送「musicるTV」7月度エンディングタイアップ。朝日放送「教えて！ニュースライブ正義のミカタ｣ 7月度エンディングタイアップ。）
- ダーウィンダーウィン　作詞・作曲：コバヤシ ユウジ
- サヨナラじゃなくて　作詞・作曲：コバヤシ ユウジ
- キミがもしもモンスターだったとしても　作詞・作曲：近藤れおな
- AGAINST　作詞・作曲：Almond

### アルバム
1. KiMiiRO（2019年07月05日、リライブ）
  - キズナサイテ。
  - 瞬間風速無限大 2018年2月より楽曲無料配信（共有テーマ）
  - 悶絶コミュニケーションZ（夏テーマ）
  - 平成オワタ ＼(^o^)／
  - BE ALIVE
  - 君に届いて
  - Helter Skelter
  - period.
  - Starlight Story -いつもそばで-
  - シンパシー 2018年7月より楽曲無料配信（共有テーマ）
2. LOVE&CHAOS（2021.12.06 RELEASE）
  - 1.レベルあっぷっぷ〜
  - 2.サビの終わりは突然に
  - 3.DDTマッチ
  - 4.メロンになりたい
  - 5.LALAピポ
  - 6.晴天ファンファーレ
  - 7.古~Go to KYOTO~
  - 8.なんくるシーサー
  - 9.ラフ&ピース
  - 10.SEVENTEEN DAYS
  - 11.StarlightStory—いつもそばでー （L&Cver）

### 配信・その他

#### 王道テーマ
奇跡なんて1％の勇気
キラキLOVE
希望horizon

#### 共有テーマ
- バズノミクス 2018年3月より楽曲無料配信
- スタートボタン 2018年7月より楽曲無料配信

#### 夏テーマ
- 恋恋恋鯉 2018年9月よりMV配信
- 37℃

#### MONOCHROMEテーマ
- あぁどうせ、Don't say
- シロクローム
- Colors

#### サブスク配信
- Re:
- たった一人のキミヘ

#### 透明なトビラ。
- サビの終わりは突然に
- パパには内緒
- Top of the world
- なんくるシーサー
- 妄想ヒロイン白書
- ロマンスのトビラ

#### ROSETTE
- 恋のぼるよグッドモーニング
- あのグラウンド
- LOSE!!LOOSE!!
- メロンにりたい
- シャンゼリゼな日曜日
- 古~いにしえ~Go to KYOTO

#### LAUGH CARROT
- GO DANCE
- A無しで始まりだす恋
- Slip out
- LOVE ME DO
- ラフ&ピース
- 松濤でブギーバック!!

## 出演

### メディア
- テレビ朝日系列「musicるTV」7月度エンディングテーマ（メジャーリリース1stシングル「ダーウィンダーウィン」）
- 朝日放送「教えて！ニュースライブ正義のミカタ」7月度エンディングテーマ（メジャーリリース1stシングル「ダーウィンダーウィン」）
- テレビ東京「キミスタ」
- フジテレビ「この指と～まれ！」
- テレビ東京「アイドル戦線」
- TOKYO MXテレビ 「東京オーディション（仮）」
- スポーツ報知
- 雑誌「MARQUEE」にて連載「キミのイロを見たい」2018年8月開始。
- 雑誌「IDOL FILE Vol.07」 掲載 高槻あくび
- 雑誌「別冊IDOL FILE BIKINI 2018」 掲載 高槻あくび、星海あおい、夏野鈴音
- 映画「曇天に笑う」PR大使
- bayfm78「スペシャRISE -今夜もキミらしく-」 毎週月曜深夜25時放送 レギュラー番組 2018年4月スタート　☆過去のゲスト：MARQUEE編集長松本昌幸、@JAM総合プロデューサー橋元恵一、TIFプロデューサー岡本衣紅子、上々軍団、です。ラビッツ部長
- チャンスの時間（2018年5月2日、7月25日[7]、AbemaTV）アイドルオタクガチンコ対決企画
- ラジオ日本「ネガ⇒ポジ」 出演：高槻あくび、星海あおい
- 矢口真里の火曜The NIGHT（2018年8月22日[8]、10月10日、10月17日、2020年8月5日、AbemaTV）
- 週刊少年サンデー 40号 2018年8月29日発売号
- FRESH LIVE 「Documentary of KMPJ 〜キミイロプロジェクトの人生を変える真夏の一日〜」
- TOKYO MX 「話題のアプリ ええじゃないか！」エンディング曲として「恋恋恋鯉」
- MBS毎日放送 Kawaii JAPAN_da!! 12月度レギュラー

### ライブ・イベント

#### 2017年
- 3月25日 原宿アストロホール
- 3月26日 上野水上音楽堂
- 3月26日 秋葉原Cypher
- 4月18日 ギュウ農フェス 春のSP 選考会 〜争奪戦〜 @Shibuya Milkyway
- 5月4日 ギュウ農フェス 春のSP @新木場STUDIO COAST
- 5月6日 武道館アイドル博2017 @日本武道館
- 5月9日 SEKIGAHARA IDOL WARS2017 予戦会 〜江戸の陣〜 @TwinBox AKIHABARA
- 5月11日 SEKIGAHARA IDOL WARS2017 予戦会 〜江戸の陣〜 @Shinjuku BLAZE
- 5月14日 「春組閣祭」@秋葉原Cypher
- 5月14日 完全無料ライブ「百人染め」@秋葉原Cypher
- 6月24日、25日 24時間SHOWROOM配信
- 8月4日 TOKYO IDOL FESTIVAL 2017
- 8月24日 1st ワンマンライブ @渋谷clubasia[注釈 1]
- 10月29日 「キミイロ王道終わるってよ 〜王道テーマラスト & 新テーマお披露目ライブ〜」 @渋谷スターラウンジ
- 12月12日 UNIDOL2017-18 Winter オープニングアクト @新宿ReNY
- 12月16日 Cultures Garden@AKIBAカルチャーズ劇場

#### 2018年
- 1月3日 TOKYO IDOL PROJECT × @JAM ニューイヤープレミアムパーティー2018「お正月だよ！新春運試し！～じゃんけんの乱～／～あっち向いてホイの乱～」
- 1月14日 「キミイロユース 完全無料お披露目ライブ」 @秋葉原Cypher
- 1月20日 キミイロプロジェクト初主催ライブ「キミイロ音楽祭」 @恵比寿 クレアート
- 2月9日〜2月18日 TIF2018全国選抜LIVE 2次審査 SHOWROOMイベント
- 2月25日 mysta festa MARQUEE出演、映画「曇天に笑う」PR大使争奪バトル @スパイラルホール
- 4月27日 3ヶ月連続ワンマンライブ〜楽曲の共有〜 @渋谷 DESEO
- 4月28日 TIF2018全国選抜 決勝LIVE @白金高輪SELENE b2
- 5月6日 mysta festa 2018May @nicofarre ニコファーレ
- 5月30日 3ヶ月連続ワンマンライブ〜笑顔の共有〜 @恵比寿 クレアート
- 6月27日 3ヶ月連続ワンマンライブ〜魂の共有〜 @渋谷 WWW
- 7月7日、8日 アイドル横丁夏まつり!!〜2018〜 @横浜赤レンガパーク
- 7月15日 キミイロプロジェクト　アイドル横丁夏まつり2018で見つかったのか！？ @渋谷スターラウンジ
- 8月3日 TOKYO IDOL FESTIVAL 2018 @FESTIVAL STAGE
- 8月15日 MARQUEE祭 Vol.18 @渋谷TSUTAYA O-WEST
- 8月13日、武道館アイドル博2018～1000人のアイドルと遊ぼう！～（東京・日本武道館）[9]
- 8月18日 ようこそ!! ワンガン夏祭り THE ODAIBA 2018 @フジテレビ本社前 マイナビステージ
- 8月25日、26日 @JAM EXPO 横浜アリーナ じゃんけんの乱
- 9月2日 mysta festa @六本木ニコファーレ
- 9月17日 KOYABU SONIC 2018 @インテックス大阪 5号館＆1号館
- 9月29日 音霊 OTODAMA SEA STUDIO 2018
- 10月17日 MARQUEE祭 Vol.20 @渋谷TSUTAYA O-WEST
- 12月19日 MARQUEE祭 Vol.22 @渋谷TSUTAYA O-WEST

#### 2019年
- 1月2日 NPP2019 風船ロシアンルーレットの乱
- 1月7日 ROAD TO SELENE 第1章「新たなる旅立ち」 恵比寿CreAto
- 3月4日 ROAD TO SELENE 第二章 キミと共につくる team 白公演 新宿MARZ
- 3月7日 ROAD TO SELENE 第二章 キミと共につくる team 黒公演 新宿MARZ
- 5月16日 ROAD TO SELENE 〜黒を白へ〜 最終章 白金高輪SELENE b2

#### 2020年
- 3月24日 「3rd Anniversary Grand Finale〜私たちの起源と歴史に光を〜」新宿BLAZE
- 7月21日 「Restart to Zepp〜サヨナラじゃなくて〜」 白金高輪SELENE b2
- 8月21日 「Verse Jet City」 白金高輪SELENE b2
- 10月27日 「DIVERCITY」ZeppDiverCity

#### 2021年
- 3月25日 4th Anniversary Live「REVENGE」 新宿BLAZE
- 8月31日 「キミイロリクエストアワード2021」
- 9月15日 キミイロプロジェクトテーマ変更単独公演「Evolution,Revolution」 新宿BLAZE

#### 2022年
- 1月12日『CROSS POINT』  白金高輪SELENE b2
- 3月24日 「キミイロプロジェクト5周年記念公演 "THE LAST DAWN"」 新宿BLAZE
- 10月17日 単独公演 Spotify O-EAST